# 博胡米尔·库巴特
博胡米尔·库巴特（捷克語：Bohumil Kubát，1935年2月14日—2016年5月12日），捷克男子摔跤运动员。他曾代表捷克斯洛伐克参加1960年和1964年夏季奥林匹克运动会摔跤比赛，其中1960年奥运会获得一枚铜牌。